# Chișlaz
Chișlaz (Hongaars: Vámosláz) is een Roemeense gemeente in het district Bihor.
Chișlaz telt 3296 inwoners. 

## Dorpen en bevolking
De gemeente bestaat uit de volgende dorpen:
- Chiraleu (Berettyókirályi) 601 inwoners
- Chișlaz (Vámosláz) 468 inwoners
- Hăucești (Hőke) 45 inwoners
- Mișca (Micske) 959 inwoners (959 Hongaren; onderdeel van Érmellék)
- Poclușa de Barcău (Poklostelek) 373 inwoners (265 Hongaren; onderdeel van Érmellék)
- Sărsig (Sárszeg) 284 inwoners
- Sânlazăr (Szentlázár) 405 inwoners.

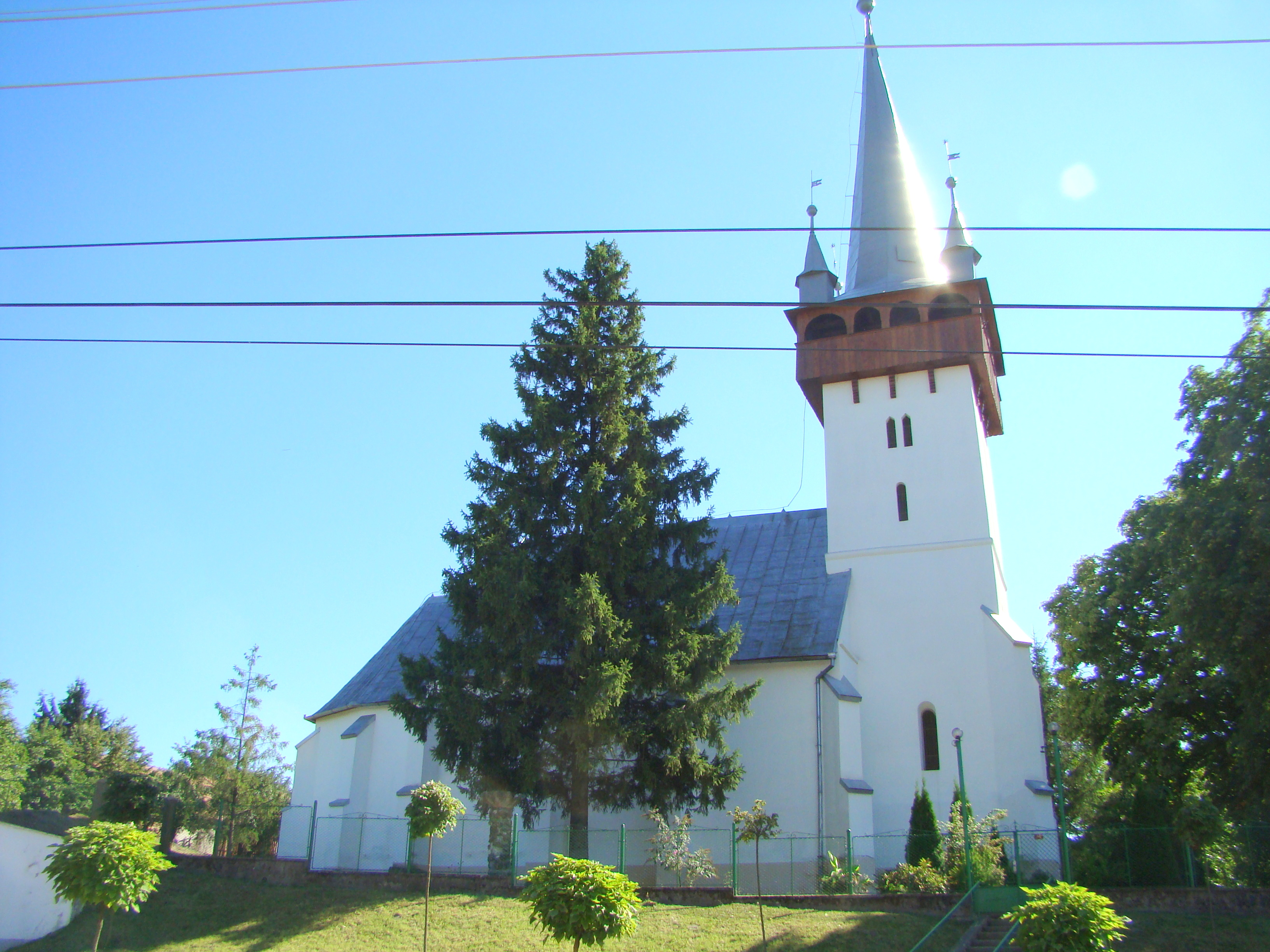
Hongaars gereformeerde kerk van Mișca (Micske)